# IV. Radu havasalföldi fejedelem
IV. Radu (románul: Radu cel Mare), (1467 – 1508 áprilisa) Havasalföld fejedelme 1495-től haláláig.
IV. Vlad fiaként született. 1494-ben tiszteletét fejezte ki az Erdélyben jött II. Ulászló magyar király előtt. 1507-ben az erdélyi szászokkal kötött véd- és dacszerződésben is Magyarország egyik tagjának vallotta országát, amely – az 1493-ban a törökkel kötött fegyverszünet szerint – mind a töröknek, mind a magyar királynak adózott. 1507-ben Magyar-, ill. Lengyelország és Moldva közötti szövetségbe lépett. Radu 1508-ban Budán is járt, amikor Ulászló Algyógyot adományozta neki Erdélyben. A román történetírók a "Nagy" melléknevet adták neki. Ő rendezte az ország belső kormányzatát, illetve újjászervezte az ortodox egyházat.